# Посткапитализъм (книга)
„Посткапитализъм“ (на английски: PostCapitalism: A Guide to our Future – „Посткапитализъм: ръководство за нашето бъдеще“) е книга на британския икономист и журналист (телевизионен водещ) Пол Мейсън (Paul Mason, р. 1960) от 2015 година. На български език е издадена от издателство „Изток-Запад“ през 2016 г.
Мейсън представя заплахите за капитализма от страна на цифровата революция. Той твърди, че цифровата революция може да измени познатите ни понятия труд, производство, стойност и дори да унищожи икономиката, основана на пазара и частната собственост, който процес според него вече се развива. Разглежда допълнителните валути, кооперативите, самоуправляемите онлайн пространства (като Уикипедия). Авторът пише също за безусловния базов доход и за други мерки, необходимостта от каквито се диктува от несъстоятелността на икономиката в нейния сегашен вид. От пепелта на глобалната финансова криза хората имат шанс да създадат социално по-справедлива и устойчива глобална икономика, която той представя като утопичен социализъм.